# Galerie nationale d'Oslo
La Galerie nationale (en norvégien : Nasjonalgalleriet) est  un musée d'art, situé à Oslo en Norvège. Elle fait désormais partie depuis 2003 du Musée national de l'art, de l'architecture et du design de Norvège.

## Historique
Fondée en 1880, la Galerie nationale abritait la plus grande collection d'art norvégien et international de toute la Norvège. Elle a fermé ses portes provisoirement en 2019. Les collections, dont Le Cri d'Edvard Munch, ont été transférées au Musée national qui a ouvert le 11 juin 2022.